# (10606) Crocco
(10606) Crocco (1996 VD1) – planetoida z grupy pasa głównego asteroid okrążająca Słońce w ciągu 5,58 lat w średniej odległości 3,14 j.a. Odkryta 3 listopada 1996 roku.